# Roberto Ivens
Roberto Ivens, född den 12 juni 1850 på Azorerna, död den 29 januari 1898 i Lissabon, var en portugisisk marinofficer och upptäcktsresande.

## Biografi
Roberto Ivens, född 12 juni 1850 i Ponta Delgada på Azorerna var son till Robert Breakspeare Ivens och Margarida Júlia de Medeiros Castelo Branco. Modern dog 1853 och sonen växte upp hos sin moster och går några år i grundskolan. År 1858 flyttar fadern till Algarve i Portugal och tar med sig Robert. 1861 började Ivens studier på Sjökrigsskolan i Lissabon och blev antagen i portugisiska marinen 1870. Som ung kadett får han göra en resa på korvetten Dona Estefânia till Indien via Suezkanalen.

## Resor och expeditioner
Ivens reste i till Angola år 1872 och återvände till Lissabon den 10 oktober 1874. Han utnämndes till löjtnant i januari och fick en tjänst på korvetten Duque da Terceira. Sjöresan gick till São Tomé och Príncipe och till olika hamnar i Sydamerika.
År 1876 firade USA 100-årsjubileum och Ivens reste till Philadelphia som ombud för Azorerna. En av hans förfäder, Thomas Hickling, från Boston hade varit pionjär och haft en apelsinplantage på ön São Miguel. Hickling blev USA:s konsul på Azorerna.

### Geografiska Sällskapet i Lissabon
År 1875 bildades Geografiska Sällskapet i Lissabon, SGL. Syftet var att bättre kunna kartlägga och dokumentera kolonier i Afrika. SGL finansierade en expedition för att utforska Zambesifloden från källorna i väster till Moçambique vid Indiska oceanen. Till expeditionens ledare utsågs Hermenegildo Capelo och till topografi och kartritare Roberto Ivens.

### Expeditionen 1877-1879

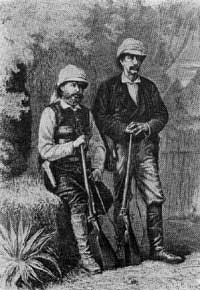
Roberto Ivens (till höger) med Hermenegildo Capelo.

År 1877 reste expeditionens ledare till Luanda och vidare ner till provinsen Bié. Där träffade de handelsmannen  Silva Porto som hjälpte dem med utrustning och bärare. Expeditionen utforskade områden mellan Kwanzafloden och Kwangofloden, en biflod till Kongofloden. Den 1 mars 1980 skickade Capelo en rapport till SGL med titeln Från Benguela till Iaca-landet.

### Expeditionen 1884-1885

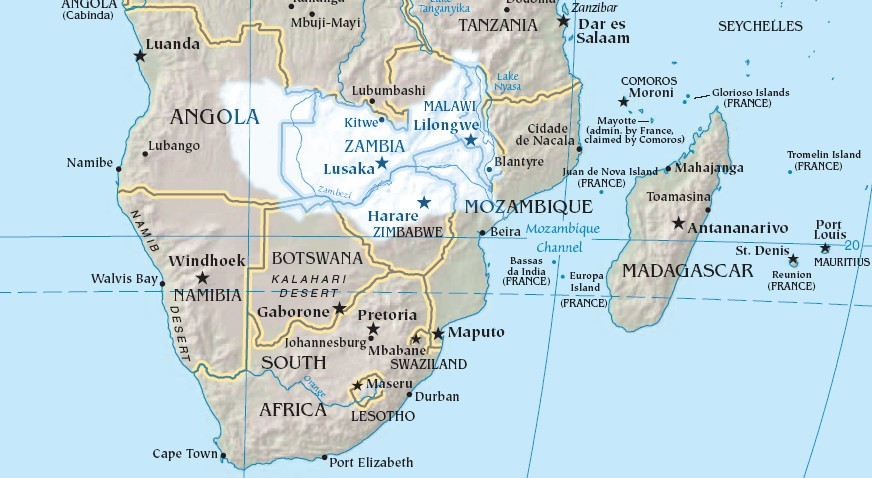
Zambezi och dess avrinningsområde.

Portugals regering planerade kartlägga en väg mellan Angola och Moçambique och gav SGL i uppdrag att skaffa kartografiskt underlag. Capelo och Ivens valdes åter till ledare för den nya expeditionen. Förutom kartunderlag, och hydrografiska studier av vattenvägar skulle folkslag och språk dokumenteras. Expeditionen startade den 6 januari 1884 från Luanda och gick över Angolas högland till Zambeziflodem i Moxicoprovinsen. Därifrån följde expeditionen floden till Quelimane vid Indiska oceanen. Capelo och Ivens återvände till Lissabon den 20 september 1886 och blev mottagna av Kung Luis och kunde överlämna rapporten Från Angola till den andra kusten.

## Berlinkonferensen
Berlinkonferensen ägde rum från 15 nov 1884 till 26 feb 1885. Syftet var att fördela Afrikas besittningar mellan de europeiska stormakterna. För att en koloni skulle godkännas krävdes att kolonialmakten hade kontroll över det territorium, som landet gjorde anspråk på. Det blev Kapplöpningen om Afrika.

The Pink Map – Portugals anspråk på land mellan Portugisiska Västafrika och Portugisiska Östafrika.

Inför konferensen hade Portugal upprättat en korridor mellan Angola och Moçambique och beskrivet sina krav i ett dokument som kallades ’’Pink Map’’. Efter den framgångsrika expeditionen 1884 – 1885 steg förhoppningarna i Portugal. Bilaterala förhandlingar fördes med Frankrike, Tyskland och England. Länderna kunde inte komma överens och Portugal fick nöja sig med det som blev Angola och Moçambique.

## Eftermäle
Roberto Ivens utnämndes till officer av Avizorden. I Portugal finns 10 gator med hans namn, inkluderande Avenida Roberto Ivens i Ponta Delgada på Azorerna. Flera skolor är också uppkallade efter Roberto Ivens.

## Utmärkelser
- Kommendör av Santiago med svärdets orden
- Officer av Avizorden

[Redigera Wikidata]